# Gonia bimaculata
Gonia bimaculata là một loài ruồi trong họ Tachinidae.